# Rudná, Svitavy
Rudná là một làng thuộc huyện Svitavy, vùng Pardubický, Cộng hòa Séc.